# Franciszek Morawski (1783–1861)
Franciszek Dzierżykraj-Morawski herbu własnego, ps. i krypt.: Autor „Wizyty w sąsiedztwie”; F. M.; Fr. M.; X (ur. 2 kwietnia 1783 w Pudliszkach, zm. 12 grudnia 1861 w Luboni k. Leszna) – polski generał dywizji, minister wojny w Rządzie Narodowym w czasie powstania listopadowego, poeta, krytyk literacki i teatralny, tłumacz i dramatopisarz.

## Życiorys
Syn Wojciecha i Zofii Szczanieckiej. Pierwsze nauki pobierał w rodzinnym domu w Belęcinie. Wykształcenie odebrał w Lesznie (na pensji) i Frankfurcie nad Odrą, gdzie przez 4 lata studiował prawo. Pracował następnie jako aplikant w sądzie frankfurckim, a potem (przez 2 lata) jako asesor w Kaliszu. Wkrótce potem gospodarował w Kotowiecku i Luboni.
Na początku lat 20. XIX wieku poślubił wychowankę puławską, Anielę Wierzchowską, z którą dochował się dwojga dzieci: syna Tadeusza i córki Marii Anny (1822–1891). Po kilku latach małżeństwa owdowiał (1825).

## Kariera wojskowa
W listopadzie roku 1806 wstąpił w Poznaniu do napoleońskiej gwardii honorowej, a potem do piechoty, gdzie służył (jako podporucznik) w 1. pułku piechoty A. Sułkowskiego (późniejszym 9. pułku piechoty 3. legii). W kampanii napoleońskiej 1807 walczył pod Tczewem (luty, awans na porucznika), Gdańskiem (oblężenie, awans na kapitana), Kołobrzegiem (po oblężeniu, odznaczony Krzyżem Kawalerskim Virtuti Militari). W kampanii 1809 był adiutantem polowym gen. inspektora piechoty Stanisława Fiszera, w bitwie pod Raszynem awansowany na podpułkownika. 4 maja 1809 mianowany został szefem batalionu w 12. pułku piechoty i walczył pod Sandomierzem, a 27 grudnia 1810 zyskał awans na grosmajora tegoż pułku. W latach 1811–1812 przebywał w twierdzy Modlin.
W kampanii 1812 pełnił obowiązki dowódcy 16. Dywizji Piechoty i walczył pod Smoleńskiem (po zdobyciu, został szefem sztabu 18. dywizji gen. K. Kniaziewicza, V korpusu – 8 października 1812 awansowany na pułkownika), Tarutino (po bitwie, odznaczony Krzyżem Kawalerskim Legii Honorowej) i nad Berezyną. Po tej kampanii przeszedł (jako adiutant-komendant) do sztabu ks. Józefa Poniatowskiego.
W kampanii saskiej 1813 został szefem sztabu 1. dywizji kawalerii gen. Antoniego Sułkowskiego i wziął udział w bitwie pod Lipskiem (po bitwie, odznaczony Złotym Krzyżem Oficerskim Legii Honorowej). W latach 1813–1814 był szefem sztabu głównego wojsk polskich. Po upadku Napoleona wysłany po jeńców polskich do Danii.
Od 5 lutego 1815 służył w armii Królestwa Polskiego. Do roku 1819 był podszefem w sztabie głównym armii Królestwa Kongresowego (awans do stopnia generała brygady, 1819). W latach 1820–1826 był dowódcą 3. bryg. 2. dywizji piechoty w Zamościu (dowodził nią chwilowo już w roku 1818). Od roku 1826 dowodził 1. bryg. 2. dywizji piechoty w Lublinie. Odznaczony Orderem Świętego Stanisława I klasy w 1829 roku. W 1830 roku został nagrodzony Znakiem Honorowym za 20 lat służby.
Wybuch powstania listopadowego zastał go w Lublinie, gdzie objął dowództwo swej brygady. 30 stycznia 1831 został mianowany na stanowisko generała dyżurnego armii powstańczej. Ponosił odpowiedzialność za organizację, uzbrojenie, sprawy personalne, sądowe i zdrowia. Był związany z Kaliszanami. Został ministrem wojny (8 marca – 11 września 1831) w rządzie powstańczym. Często występował w Sejmie. 11 września 1831 roku na znak protestu przeciw zaczętym rokowaniom złożył dymisję z funkcji ministra wojny. Uczestniczył w nich jednak jako członek delegacji polskiej. Przez gen. Macieja Rybińskiego w Nowym Dworze Mazowieckim mianowany na stanowisko pełnomocnika do spraw układu. Rokowania prowadził z gen. Fiodorem Bergiem wysłannikiem feldmarszałka Iwana Paskiewicza. Przebieg ich relacjonował Sejmowi w Zakroczymie i Słupnie. Na Radzie Wojennej głosował za przyjęciem warunków kapitulacji. Miał wejść w skład delegacji, która miała się udać do cara Mikołaja I. Po zajściu pomiędzy gen. Janem Nepomucenem Umińskim a wodzem naczelnym gen. Maciejem Rybińskim opuścił Nowy Dwór, powołując się na dymisję z 11 września 1831. Po upadku powstania złożył przysięgę wierności carowi Mikołajowi I i został zesłany do Wołogdy.
W drugiej połowie roku 1833 (latem) powrócił i osiadł w Luboni, gdzie od roku 1834 zajmował się gospodarką i pisaniem utworów literackich. Tam też, w wieku 78 lat umarł (12 grudnia 1861). Pochowany na cmentarzu przykościelnym w Oporowie.

## Twórczość i udział w życiu literackim
Brał czynny udział w życiu literackim, należał do Towarzystwa Iksów (1815–1819), a od roku 1819 był członkiem Towarzystwa Przyjaciół Nauk i loży masońskiej, a także Poznańskiego Towarzystwa Przyjaciół Nauk. Uczestniczył w obiadach literackich Wincentego Krasińskiego i bywał częstym gościem Izabeli i Adama Kazimierza Czartoryskich w ich pałacu w Puławach. W 1831 roku w jego majątku w Luboni gościł Adam Mickiewicz.
Tworzył poezje, dramaty, pisał bajki. Był płodnym krytykiem literackim i teatralnym, felietonistą. Zajmował się także tłumaczeniami, m.in. utworów Racine’a, Szekspira, Byrona. Z prac Franciszka Morawskiego ukazały się m.in.:

### Ważniejsze utwory
1. Oda na powrót wojska, brak miejsca wydania 1812, przedr.: zobacz Wydania zbiorowe t. 1; P. Hertz w: Zbiór poetów polskich XIX w. księga 1, Warszawa 1959
2. Mowa przy obchodzie pogrzebowym J. O. Książęcia Józefa Poniatowskiego. Miana... w Sedan d. 23 grudnia 1813, Paryż 1814 (2 wydania); wyd. następne: Warszawa 1830; „Feniks” 1831, nr 1–2; Lwów 1848; zobacz Wydania zbiorowe t. 4; rękopisy: Biblioteka Jagiellońska, sygn. 9296/II; Ossolineum, sygn. 9888/I; Archiwum Główne Akt Dawnych (Archiwum Wilanowskie), sygn. 136 (kopia)
3. Oda na przybycie wojska narodowego do Warszawy d. 8 września 1814, „Gazeta Krakowska” 1814, nr 77; wyd. następne: „Bard Oswobodzonej Polski” 1831, nr 5; zobacz Wydania zbiorowe t. 1
4. (Niektóre recenzje teatralne pisane pod krypt. X), „Gazeta Korespondenta Warszawskiego i Zagranicznego” 1815–1819; „Gazeta Warszawska” 1815–1819; przypisywane mu recenzje: Hamlet, „Dodatek do Gazety Korespondenta Warszawskiego i Zagranicznego” 1816, nr 63; Bolesław Wtóry, tamże 1816, nr 102–104; Tankred, tamże 1817, nr 35; Cyd, tamże 1818, nr 3; Fiesko, tamże 1818, nr 92, przedr. J. Lipiński w: Recenzje teatralne Towarzystwa Iksów, 1815–1819, Wrocław 1959 „Materiały do Dziejów Teatru w Polsce” nr 4; Hamleta i Fiesko przedr. ponadto „Polska krytyka literacka (1800–1918). Materiały” t. 1, Warszawa 1959; Hamleta – J. Michalski, „Sto lat myśli polskiej” t. 3 (1907), s. 266–268
5. Nowy Parnas; Do Jaśnie Wielmożnego Generała Dywizji Krasińskiego Wincentego, wyd. w niezachowanym druku odb. w 12 egz.: Niesnaski Parnasu, Warszawa 1818; także wyd. 2 rozszerzone, Warszawa 1821 (egz. znajdował się w Bibliotece Krasińskich); fragmenty wyd. F. S. Dmochowski w: Wspomnienia od 1806 do 1830 r., Warszawa 1858 i wyd. następne; całość wyd. także w: Wspomnienia literackie z dawnych czasów, „Biblioteka Warszawska” 1866, t. 3; także przedr. Z. Libera w wyd.: Wspomnienia..., Warszawa 1959 „Biblioteka Pamiętnikarzy Polskich i Obcych”; fragmenty przedr. A. Bar (s. 14–15); wiersze satyryczne na współpracowników „Tygodnika Warszawskiego”, pierwszy – głównie na A. Goreckiego, drugi – na K. Jaxę Marcinkowskiego
6. Sen poety. Scena liryczna, wyst. Warszawa 1818; fragm. przytacza K. W. Wójcicki: Warszawa i jej społeczność w początkach naszego stulecia, Warszawa 1875, s. 79–80
7. Parchatka. Poema, powst. Puławy 1822, wyd. zobacz Wydania zbiorowe t. 1; rękopis: Biblioteka Jagiellońska, sygn. 9313/II
8. Klasycy i romantycy polscy. W dwóch listach wierszem, powst. 1825, wyd. Warszawa 1829 (z dedykacją dla J. U. Niemcewicza); wyd. następne: zobacz poz. 11; zobacz Wydania zbiorowe t. 1; pt. Listy poetyckie, Warszawa 1909 „Biblioteka Uniwersytetu Ludowego i Młodzieży Szkolnej” nr 113 (razem z poz. 10), także Warszawa 1925; „Polska krytyka literacka”, jak wyżej poz.4; P. Hertz, jak wyżej poz. 1; S. Kawyn: Walka romantyków z klasykami, Wrocław (1963) „Biblioteka Narodowa” seria I, nr 183; fragmenty przedr.: I. Chrzanowski, „Sto lat myśli polskiej” t. 3 (1907), s. 395–400; S. Kawyn: Walka romantyków z klasykami, Lublin 1947
9. Wisła i zima. Bajka, powst. przed rokiem 1834; „Gazeta Warszawska” 1841 i osobno Warszawa 1841; przedr. (pt. Wisła) zobacz poz. 11, 17; zobacz Wydania zbiorowe t. 2; P. Hertz, jak wyżej poz. 1; przekł. francuski prozą: Le Polonais. Journal des Intérêts de la Pologne (Paryż) 1834, t. 2, s. 27–28
10. Wizyta w sąsiedztwo, „Przyjaciel Ludu” 1837, nr 51; wyd. następne: zobacz poz. 11, 15; Wydania zbiorowe t. 1; wyd. S. Zathey, Brody 1905 „Arcydzieła Polskich i Obcych Pisarzy” nr 37 (razem z poz. 15); Warszawa 1909 „Biblioteka Uniwersytetu Ludowego i Młodzieży Szkolnej” nr 113 (razem z poz. 8), także Warszawa 1925
11. Pisma Franciszka Morawskiego. Tom 1. (Poezje), Wrocław 1841; zawartość: przedmowa autora; Przekłady poz. 5–7; Ważniejsze utwory poz. 8–10; Brzoza Gryżyńska (wyd. osobne Poznań 1884); ponadto różne drobne wiersze i przekłady (z: F. Schillera, T. Moore’a, P. D. E. Lebruna)
12. Panna na wylocie. Krotochwila w 1 akcie, wyst. Warszawa 1845, rękopis znajdował się w Bibliotece Teatrów Warszawskich (Nar.), nr 1901
13. Filozofomania. Komedia ze śpiewami w 1 akcie, wyst. Warszawa 26 stycznia 1845, rękopis: Biblioteka Jagiellońska, sygn. 4466 („...napisana przez Mariana Septimiusza Liońskiego”); inny egz. znajdował się w Bibliotece Teatrów Warszawskich (Nar.), nr 1861
14. Odpowiedź na list szlachcica polskiego (A. Wielopolskiego) do Metternicha, z daty 15 kwietnia 1846..., Paryż 1847; wyd. następne zobacz Wydania zbiorowe t. 4 (pt. Odpis...); rękopis: Biblioteka Jagiellońska, sygn. 9296/II
15. Dworzec mego dziadka. Przez autora „Wizyty w sąsiedztwo”, rozpoczęty w Mińsku Mazowieckim zimą 1847/1848, wyd. Leszno 1851; wyd. następne: wyd. 2 Leszno 1861; wyd. A. Kaczurba (z kartą tytułową: Poezje F. Morawskiego), Lwów 1881 „Biblioteka Uniwersalna Arcydzieł Polskich i Obcych; zobacz Wydania zbiorowe t. 1; Złoczów (1891) „Biblioteka Powszechna” nr 31; wyd. S. Zathey, Brody 1905 „Arcydzieła Polskich i Obcych Pisarzy” nr 37 (razem z poz. 10); poemat dedykowany K. Koźmianowi; oraz Poezje, Petersburg 1855 „Skarbczyk Poezji Polskich” nr 7; zawartość: poz. 10 oraz drobne wiersze
16. Życie Kajetana Koźmiana, „Przegląd Poznański” 1856, s. 344–361 i odb. Poznań 1856; wyd. następne zobacz Wydania zbiorowe t. 4
17. Bajki Franciszka Dzierżykraj-Morawskiego, Poznań 1860; wyd. następne: pt. Bajki i wiersze, przedr. S. Koźmian: I z bliska, i z daleka, Poznań 1861, s. 402 n.; zobacz Wydania zbiorowe t. 2; pt. Bajki. Wybór, Warszawa 1909 Biblioteka Uniwersytetu Ludowego i Młodzieży Szkolnej nr 106, także Warszawa 1925; bajki niedrukowane i inne wiersze zachowane zostały w rękopisie: Wojewódzkie Archiwum Państwowe Kraków (Archiwum Krzeszowieckie, nr 136); zbiory bajek Morawskiego w rękopisach: Biblioteka Jagiellońska, sygn. 9302/II–9307/II, 9310/IV; Archiwum Główne Akt Dawnych (Archiwum Wilanowskie, sygn. 136)
18. Towarzystwo antypojedynkowe. (Projekt ustaw), wyd. L. Siemieński: Portrety literackie t. 2, Poznań 1867, s. 368–374; wyd. następne zobacz Wydania zbiorowe t. 4
19. Moje wspomnienia, fragmenty wyd.: „Przyjaciel Ludu” 1837/1838, nr 41; „Czas” 1851, nr 12–13; zobacz Wydania zbiorowe t. 4.

Artykuły i drobne utwory Morawskiego ogłaszano w: „Almanach Lubelski na r. 1815”, „Astrea” (1821–1822), „Biblioteka Polska” (1826), „Czas” (1851), „Czas. Dodatek Miesięczny” (1856–1857), „Dziennik Literacki” (1852, nr 24, 81), „Dziennik Poznański” (1860, nr 184), „Dziennik Warszawski” (1828, nr 33), „Echo Miast Polskich” (Paryż 1843, nr 1), „Feniks” (1831), „Gazeta Codzienna Narodowa i Obca” (1819, nr 125, 177), „Gazeta Korespondenta Warszawskiego i Zagranicznego” (1815–1819; 1826, nr 188), „Gazeta Krakowska” (1814), „Gazeta Warszawska” (1816–1819; 1827; tu głośna, wyd. anonimowo bajka: Kogutek i gąsięta, 1827, nr 105 – S. Kawyn... Wrocław 1963, jak wyżej poz. 8, przedr. W. Billip w: Mickiewicz w oczach współczesnych..., Wrocław 1962), „Kronika Emigracji Polskiej” (1834, t. 2), „Kronika Wiadomości Krajowych i Zagranicznych” (1857, nr 194; 1858, nr 159), „Kurier Warszawski” (1829, nr 27), „Magazyn Mód” (1843), „Melitele” (1829–1830), „Motyl” (1828), „Narodowość” (Paryż 1841), „Niezapominajki” (1838), „Noworocznik Litewski” (Petersburg 1838), „Noworocznik Litewski na r. 1831”, „Pamiętnik Warszawski” (1815–1821), „Pątnik Narodowy” (1827), „Przegląd Poznański” (1850–1861), „Przyjaciel Ludu” (1837–1842), „Rozmaitości” (Lwów 1819, 1828), „Tygodnik Polski” (1818–1820), „Tygodnik Polski i Zagraniczny” (1818), „Wanda” (1820, 1828), „Wiadomości Polskie” (Paryż 1856, zeszyt 21).
Kilka wierszy z rękopisów Morawskiego ogłoszono w czasopismach i publikacjach: „Biblioteka Warszawska” (1866, t. 3; 1877, t. 1), „Pamiętnik Litewski” (rocznik 47, 1956, zeszyt 3), „Przegląd Lwowski” (1875–1882), „Unia” (1882, nr 12), A. Bar: Kumoszki na Parnasie, Kraków (1947). Ponadto jego drobne wiersze i pisma prozą – zobacz Wydania zbiorowe t. 1–2, 4.
Wiele utworów Morawskiego przedrukowały różne antologie i zbiory, m.in.: W. Borowy: Od Kochanowskiego do Staffa, Lwów 1930 i wyd. następne; J. Tuwim: Księga wierszy polskich XIX w. t. 1, Warszawa 1954, wyd. 2 Warszawa 1956; S. Czernik, J. Huszcza, J. Saloni: Księgi humoru polskiego, Łódź 1958; P. Hertz, jak wyżej poz. 1.
Rękopisy z autografami i kopiami utworów Morawskiego znajdują się, m.in.: Archiwum Główne Akt Dawnych (Archiwum Wilanowskie, sygn. 136); Biblioteka Jagiellońska, sygn. 4344, 9296/II, 9297/IV, 9298/IV (odpowiedź na krytykę Dworca), 9299/IV (pisma prozą nieobjęte Wydaniami zbiorowymi), 9308/II–9312/II, 9314/II; Biblioteka Narodowa, sygn. 2932, 2981; Ossolineum, sygn. 1285/I, 1286/I, 12160/I, 12162/I, 12323/I, 12372/I, 12895/II, 12979/I; wiele rękopisów z Biblioteki Krasińskich zniszczono w roku 1944.
Kilka wierszy w przekładzie na języki obce ukazało się w publikacjach:
- przekł. angielski: „The Polish Exile” 1833, nr 7 – P. Sobolewski: Poets and Poetry of Poland, Chicago 1881; wyd. następne: Chicago 1883, Milwaukee 1929
- przekł. czeski: F. Čelakovský: Všeslovanské počateční čtení, Praga 1850
- przekł. francuski: A. Łubieńska: Fables et poésis polonaises, Paryż (1855)
- przekł. niemiecki: H. Nitschmann: Der polnische Parnass. Ausgewählte Dichtung der Polen, wyd. 4 Lipsk 1875 – H. Nitschmann: Iris. Dichterstimmen aus Polen, Lipsk 1880
- przekł. rosyjski: Polskaja poezija t. 1, Moskwa 1963 (tłum. A. Eppiel)
- przekł. włoski: D. Ciampoli, L. Morandi: Poeti starnieri... nelle migliori traduzioni italiane t. 2, Lipsk 1902.

### Przekłady
1. A. V. Duval: Szekspir rozkochany. Komedia w 1 akcie, przekład powstał w roku 1814, wyst. Warszawa 28 stycznia 1616, rękopisy: Biblioteka Jagiellońska, sygn. 30/50 (z datą 1814), 9322/II
2. Z. Werner: 24 lutego. Tragedia w 1 akcie... skrócona i przerobiona w przekładzie..., przekł. powstał po roku 1815, rękopis: Biblioteka Jagiellońska, sygn. 9327/IV
3. F. Destouches: Zmyślone niewiniątko. Komedia w 3 aktach, wyst. Warszawa 1 marca 1816, rękopis: Biblioteka Jagiellońska, sygn. 9321/II
4. J. Racine: Andromacha, wyst. Warszawa 1827, wyd. zobacz Wydania zbiorowe t. 3; autograf znajdował się w Bibliotece Krasińskich; inne rękopisy w Bibliotece Jagiellońskiej, sygn. 9323/II, 93224/II, 9325/II
5. W. Shakespeare: To be or not to be (Monolog Hamleta), „Melitele” 1830, s. 51–52; wyd. następne: przedr. A. M. Pieńkowicz: Wybór poezji z pisarzów polskich, Wilno 1835, zeszyt 3, s. 38–39; zobacz Ważniejsze utwory poz. 11; zobacz Wydania zbiorowe t. 3
6. W. Shakespeare: Julia i Romeo. Akt IV, scena 3, „Przyjaciel Ludu” 1837/1838, nr 1; wyd. następne zobacz Ważniejsze utwory poz. 11; zobacz Wydania zbiorowe t. 3
7. G. G. Byron: Więzień Czyllonu, wyd. zobacz Ważniejsze utwory poz. 11; wyd. następne: zobacz Ważniejsze utwory poz. 9; Warszawa 1911 „Biblioteka Uniwersytetu Ludowego i Młodzieży” nr 162
8. G. G. Byron: Manfred, wyd. zobacz Ważniejsze utwory poz. 9; wyd. następne: Złoczów (1911) „Biblioteka Powszechna” nr 851; Warszawa 1911 „Biblioteka Uniwersytetu Ludowego i Młodzieży” nr 161, także wyd. 2 Warszawa 1925
9. G. G. Byron: Pięć poematów, Leszno 1853; wyd. następne zobacz Wydania zbiorowe t. 3; zawartość: poz. 7–8; Mazepa; Oblężenie Koryntu; Paryzyna; rękopisy poszczególnych poematów znajdują się w Bibliotece Jagiellońskiej, sygn. 9318/IV, 9319/IV (Oblężenie Koryntu), 9320/IV (Paryzyna)
10. E. Tegner: Saga Frythofa, fragm. zobacz Wydania zbiorowe t. 3; rękopis: Biblioteka Jagiellońska, sygn. 9326/II
11. N. T. Barthé: Zmyślona niewierność. Komedia, rękopis znajdował się w Bibliotece Zamoyskich, sygn. 986; autograf brulionu zachowany jest w Bibliotece Jagiellońskiej, sygn. 9317/IV.

Ponadto drobne przekłady z: G. G. Byrona, J. F. La Harpe’a, P. D. E. Lebruna, H. W. Longfellowa, T. Moore’a, F. Raynouarda, F. Schillera i innych wydano w: Ważniejszych utworach poz. 11, Wydaniach zbiorowych t. 3 oraz w czasopismach (jak wyżej Ważniejsze utwory).

### Wydania zbiorowe
- Pisma zbiorowe wierszem i prozą. Z przedmową S. Tarnowskiego t. 1–4, Poznań 1882, zawartość:
  - t. 1: Poezje (m.in. Ważniejsze utwory poz. 1, 3, 7–8, 10, 15)
  - t. 2: Bajki (m.in. Ważniejsze utwory poz. 9, 17)
  - t. 3: Przekłady (Przekłady poz. 4–6, 9–10; ponadto drobne przekłady z: G. G. Byrona, J. F. La Harpe’a, P. D. E. Lebruna, H. W. Longfellowa, F. Raynouarda, F. Schillera, P. M. Vergiliusa i in.)
  - t. 4: Proza (Ważniejsze utwory poz. 2, 14, 16, 18, fragmenty poz. 19 pt. Ostatni pobyt Karpińskiego; Śniadanie u Dąbrowskiego; Rys życia Niemcewicza; Co się działo w wojsku polskim po bitwie pod Lipskiem; Nekrolog L. Platera; Anegdoty o Krasickim; Kilka słów o Trembeckim; Kilka słów do historii napisów w Polsce; Gen. M. Grabowski; Widmo w zamku Rydzyńskim i in.).

### Listy i materiały
1. Do K. Koźmiana 9 listów bez daty w zbiorze z lat 1813–1839, rękopis: Biblioteka PAN Kraków, sygn. 2031, k. 152–160, 163–170
2. Do K. Koźmiana z lat 1824–1827 oraz od K. Koźmiana list bez daty, rękopis: Biblioteka PAN Kraków, sygn. 2032; listy te częściowo ogł.: L. Siemieński (zobacz poz. 11); W. Billip w: Mickiewicz w oczach współczesnych..., Wrocław 1962
3. Do W. Krasińskiego z lat 1824–1830 oraz do H. O. Milberga list bez daty, rękopis: Biblioteka PAN Kraków, sygn. 2033; listy te częściowo ogł.: L. Siemieński (zobacz poz. 11)
4. Do A. E. Koźmiana 112 listów z lat 1824–1838 i bez daty, oraz 2 listy bez daty od A. E. Koźmiana; do K. Koźmiana 8 listów z roku 1824 i bez daty; do W. Krasińskiego(?) list z roku 1831; rękopis: Biblioteka PAN Kraków, sygn. 2034, t. 1; fragmenty ogł. W. Billip, jak wyżej poz. 2
5. Do K. Koźmiana z roku 1827 oraz od K. Koźmiana z roku 1850, S. Koźmiana z roku 1858, M. Michałowskiej bez daty; rękopis: Biblioteka PAN Kraków, sygn. 2042
6. Do K. Świdzińskiego 7 listów z lat 1827–1828, ogł. G. Korbut, „Pamiętnik Literacki” rocznik 22/23 (1925/1926); fragmenty przedr. W. Billip, jak wyżej poz. 2
7. Do A. Goreckiego i A. E. Odyńca z 13 lutego 1829, „Kronika Rodzinna” 1882, nr 14; list do Odyńca przedr. W. Billip, jak wyżej poz. 2
8. Do I. Czartoryskiej w zbiorze z lat 1791–1834, rękopis: Biblioteka Czartoryskich, ew. 624 (Archiwum Domowe, nr 56); list przysłany na Nowy Rok (1830?), ogł. L. Dębicki, „Gazeta Lwowska” 1888, także w maszynopisie Ossolineum: Puławy t. 5
9. Do W. Krasińskiego z Wołogdy (1831–1833), rękopis znajdował się w Bibliotece Krasińskich; fragmenty ogł. A. Bar: Kumoszki na Parnasie, Kraków (1947), s. 132–134
10. Do A. E. Koźmiana: 7 listów z lat 1838–1859, 4 listy z roku 1843, 12 listów z lat 1852–1853; rękopis: Biblioteka PAN Kraków, sygn. 2040, t. 1–3
11. Do K. J. i S. Koźmianów, W. Krasińskiego z różnych lat, fragmenty ogł. L. Siemieński: F. Morawski, „Przegląd Polski” 1866/1867, t. 1–2; przedr. w: Obóz klasyków, Kraków 1866; Portrety literackie t. 2, Poznań 1867; fragm. do K. Koźmiana przedr. S. Kawyn: Walka romantyków z klasykami, Wrocław (1963), „Biblioteka Narodowa” seria I, nr 183
12. Do J. Grabowskiego 3 listy z lat 1840–1851, rękopis: Ossolineum, sygn. 4187/II
13. Do K. Morawskiego 4 listy z lat 1841–1842, rękopis: Biblioteka Narodowa, sygn. II 6427
14. Do R. Załuskiego 23 listy z lat 1841–1851, rękopis: Ossolineum, sygn. 11890/II
15. Do A. E. Koźmiana 26 listów z lat 1845–1850 i bez daty, do K. Koźmiana 40 listów z lat 1845–1849, rękopis: Biblioteka PAN Kraków, sygn. 2034, t. 2
16. Do córki, M. Jezierskiej, z lat 1846–1850, rękopis: Biblioteka Narodowa, sygn. 2929
17. Listy z lat 1847–1860: 259 do syna Tadeusza; 37 do synowej Z. z Taczanowskich; 2 do córki M. Jezierskiej; 1 do bratanicy I. de Bodenham; 4 do wnuków; rękopis: Biblioteka Jagiellońska, sygn. 9329/II
18. Do A. E. Koźmiana bez daty, K. Jezierskiego roku 1847 i bez daty, ks. Metelskiego z roku 1855; rękopis: Biblioteka Narodowa, sygn. 2930
19. Do S. Koźmiana z lat 1850–1859, fragmenty ogł. S. Koźmian: Pisma wierszem i proza t. 2, Poznań 1872
20. Do S. Koźmiana z roku 1851, ogł. J. Birkenmajer, „Pamiętnik Literacki” rocznik 35 (1938), s. 222–234
21. Do H. Wodzickiego z roku 1852, rękopis: Ossolineum, sygn. 11757/II
22. Do J. Majera z roku 1856, rękopis: Biblioteka PAN Kraków, sygn. 2020, k. 250
23. Do F. K. Malinowskiego z 27 listopada 1856, ogł. J. Kostrzewski, „Pamiętnik Literacki” rocznik 15 (1917)
24. Do F. Wężyka z roku 1857, rękopis: Ossolineum, sygn. 12319/III
25. Do L. Łętowskiego z 3 października 1858, rękopis: Biblioteka Jagiellońska, sygn. 5040; ogł. L. Dębicki, „Przegląd Lwowski” 1872, t. 4, s. 299
26. Do A. E. i S. Koźmianów, F. Skarbka, redaktora Biblioteki Warszawskiej, księgarza Wolffa i in.; rękopis: Biblioteka Jagiellońska, sygn. 9330/IV
27. Od K. Wierzchowskiej 2 listy z lat 1818–1828, od syna Tadeusza 2 listy z roku 1841, od córki M. Jezierskiej list z roku 1852; rękopis: Biblioteka Jagiellońska, sygn. 9335/II
28. Od K. Koźmiana 43 listy z lat 1824–1830, od A. E. Koźmiana 39 listów z lat 1824–1830, rękopis: Biblioteka PAN Kraków, sygn. 2035; fragmenty ogł. W. Billip, jak wyżej poz. 2
29. Od K. Koźmiana 8 listów z roku 1829 i bez daty, rękopis: Biblioteka PAN Kraków, sygn. 2036; fragmenty ogł. W. Billip, jak wyżej poz. 2
30. Od M. Wirtemberskiej z 22 sierpnia roku 1833 (prawdopodobnie), ogł. L. Dębicki, „Gazeta Lwowska” 1888; także w maszynopisie Ossolineum: Puławy t. 5
31. Od M. Wirtemberskiej z roku 1842, „Kronika Rodzinna” 1886, nr 5
32. Od K. Koźmiana 2 listy z lat 1842–1856, od S. Koźmiana, rękopis: Biblioteka Jagiellońska, sygn. 9331/II
33. Od J. Koźmiana 3 listy z lat 1847–1856, rękopis: Biblioteka Jagiellońska, sygn. 9333/II
34. Od E. Koźmiana 36 listów z lat 1851–1861, rękopis: Biblioteka Jagiellońska, sygn. 9334/II
35. Od A. E. Koźmiana 24 listy z lat 1853–1858, od S. Koźmiana list z roku 1858, rękopis: Biblioteka Jagiellońska, sygn. 9332/III (porównaj poz. 37)
36. Od A. E. Koźmiana z lat 1859–1860, rękopis: Biblioteka PAN Kraków, sygn. 2041 (porównaj poz. 37)
37. Od A. E. Koźmiana, wyd. w: Listy (1830–1864), „Przewodnik Naukowy i Literacki” 1893 (porównaj poz. 35–36)
38. Od różnych osób z różnych lat, rękopis: Biblioteka Jagiellońska, sygn. 9336/III
39. Stan służby Morawskiego, przez niego samego dla syna spisany; ogł.: L. Siemieński, „Przegląd Polski” 1866/1867 i wyd. następne (zobacz poz. 11); L. Dębicki, „Gazeta Lwowska” 1888, także w maszynopisie Ossolineum: Puławy t. 5 (z odpisu F. Kojsiewicza)
40. Notatki i szkice prozą, dot. spraw technicznych i gospodarczych, rękopis: Biblioteka Jagiellońska, sygn. 9301/II.

## Odznaczenia
- Krzyż Złoty Orderu Virtuti Militari (IV klasy; za kampanię na Pomorzu; 1808 r.)[8];
- Krzyż Kawalerski Legii Honorowej (V klasy; za kampanię moskiewską; 3 października 1812 r.)[9];
- Krzyż Kawalerski Orderu Virtuti Militari (III klasy; za walki o Smoleńsk; na mocy dekretu Fryderyka Augusta z 9 września 1812 r.)[9];
- Krzyż Oficerski Legii Honorowej (IV klasy; za bitwę pod Lipskiem; 1813)[9];
- Order św. Stanisława I klasy (z okazji koronacji Mikołaja I; 29 czerwca 1829 r.)[10];
- Znak Honorowy za 20 lat służby (z okazji koronacji Mikołaja I; 29 czerwca 1829 r.); dekoracja (1830 r.)[10];
- Order św. Włodzimierza III klasy (wojskowy; dekoracja – przed 1825 r.)[11];
- Order św. Anny II klasy z brylantami (cywilny; dekoracja – przed 1825 r.)[11].

Odznaczenia te (wraz z synowskimi – Tadeusza) w latach 70. XX w. zostały przez rodzinę Dzierżykraj-Morawskiego przekazane do zbiorów Gabinetu Numizmatycznego (od 1996 Działu Numizmatycznego) Muzeum Narodowego w Szczecinie. Kolekcję tworzą – ordery: Virtuti Militari (III klasy), św. Stanisława I klasy (z 2 gwiazdami orderowymi – przed i po 1832 r.), św. Anny II klasy z brylantami, św. Włodzimierza III klasy oraz miniaturki orderowe: Orderu Virtuti Militari (III klasy) i Orderu św. Stanisława, a także Znak Honorowy za 20 lat Służby Wojskowej (nr inw. MNS-N-12255/1-2; MNS-N-12256/1-4; MNS-N-12294; MNS-N-14021; MNS-N-12257; MNS-N-12258).